# Гузій Василь Андрійович
Василь Андрійович Гузі́́й (нар. 8 серпня 1914, Прилуки — пом. 7 січня 2002, Прилуки) — український майстер декоративно-ужиткового мистецтва; член Національної спілки майстрів народного мистецтва України з 1991 року. Заслужений майстер народної творчості УРСР з 1985 року.

## Біографія
Народився 26 липня [8 серпня] 1914 року в місті Прилуках (нині Чернігівська область, Україна) в сім'ї кустаря. Після закінчення школи навчався будівельним спеціальностям на курсах столярів та теслярів. Згодом виїхав на Донбас, де працював в об’єднанні «Укрдонбасжитлобуд». Деякий час працював на Кавказі, у Середній Азії. 1934 року повернувся до Прилук.
З початком німецько-радянської війни у 1941 році мобілізований до Червоної армії. Того ж року його військова частина потрапила в оточення, а він зазнав поранення й повернувся до Прилук. Восени 1943 року був знову мобілізований, воював у складі 136-ї Київської дивізії, брав участь у битві за Київ, Корсунь-Шевченківській операції, боях на території Польщі, Німеччини, перемогу зустрів на Балтиці. Нагороджений орденом Вітчизняної війни І ступеня, двома орденами Червоної Зірки (30 травня 1944; 16 серпня 1944), двома медалями «За відвагу» (9 лютого 1945; 18 травня 1945), медаллю «За бойові заслуги» (14 травня 1944).
Після війни, протягом 1945–1951 років, працював у Прилуках оформлювачем українського музично-драматичного театру. У 1951 році ініціював створення в Прилуках цеху Чернігівських художніх майстерень, в якому працював до 1974 року. Помер в Прилуках 7 січня 2002 року.

## Творчість
Працював у техніці інкрустації соломою. Серед робіт:
- «Загиблим однополчанам» (1981);
- «В ім'я миру» (1985);
- «Реве та стогне Дніпр широкий» (1986);
- «Кобзар»;
- «Мені тринадцятий минало»;
- «Квіти у вазі»;
- «Кохання»;
- «Тебе чекаю»;
- «Журавлі»;

серії
- «На безіменній висоті» (1970–1980);
- «Птахи» (2001);
- «Класики української літератури» (2001).

Прикрасив іконостаси для Петропавлівської церкви Єлецького монастиря у Чернігові, Іванівської церкви у Прилуках, Густинського монастиря, Воскресенської церкви у селі Журавці.
Брав участь в обласних, всеукраїнських, всесоюзних мистецьких виставках. Персональні виставки відбулися у Чернігові у 1972, 1999, 2001 роках, Прилуках у 2004 році. 
Окремі роботи майстра зберігаються у Прилуцькому краєзнавчому музеї.